# Director de finanzas
El director de finanzas o financiero (en inglés: chief financial officer o CFO en sus siglas) de una compañía es el ejecutivo a cargo de la gestión financiera de la organización. Es responsable de la planificación, ejecución e información financieras. Generalmente reporta directamente al director ejecutivo de la empresa. 
Entre sus funciones podemos destacar:
- Mantenimiento y mejora de la calidad de los procedimientos y protocolos financieros en la empresa.
- "Guardián" de la bonanza financiera de la empresa.
- Responsable y catalizador de las nuevas actuaciones financieras que se van a llevar a cabo.
- Estratega. El director financiero deberá implementar buenas y pioneras estrategias, por ejemplo para asegurar un eficiente aprovechamiento de los recursos financieros de la empresa, para sacar el máximo partido de los mismos.

Otras responsabilidades importantes que deberá asumir son las siguientes:
- Determinar políticas de estrategia y operación del sistema financiero de la empresa
- Análisis de resultados operacionales y de gestión de la empresa
- Generar indicadores que evalúen al desarrollo de la empresa
- Dirigir las decisiones financieras de la empresa, que aseguren el mejor rendimiento de los recursos de la empresa.